# Silvia Felice
Silvia Felice (ur. 25 marca 1987 roku) – włoska zapaśniczka startująca w stylu wolnym. Zajęła jedenaste miejsce na mistrzostwach świata w 2014. Siódma na mistrzostwach Europy w 2009. Jedenasta na igrzyskach europejskich w 2015. Złota medalistka igrzysk śródziemnomorskich w 2013 i brązowa w 2009 roku.